# 奧比利涅 (梅利托波爾區)
46°55′22″N 35°18′54″E / 46.92278°N 35.31500°E

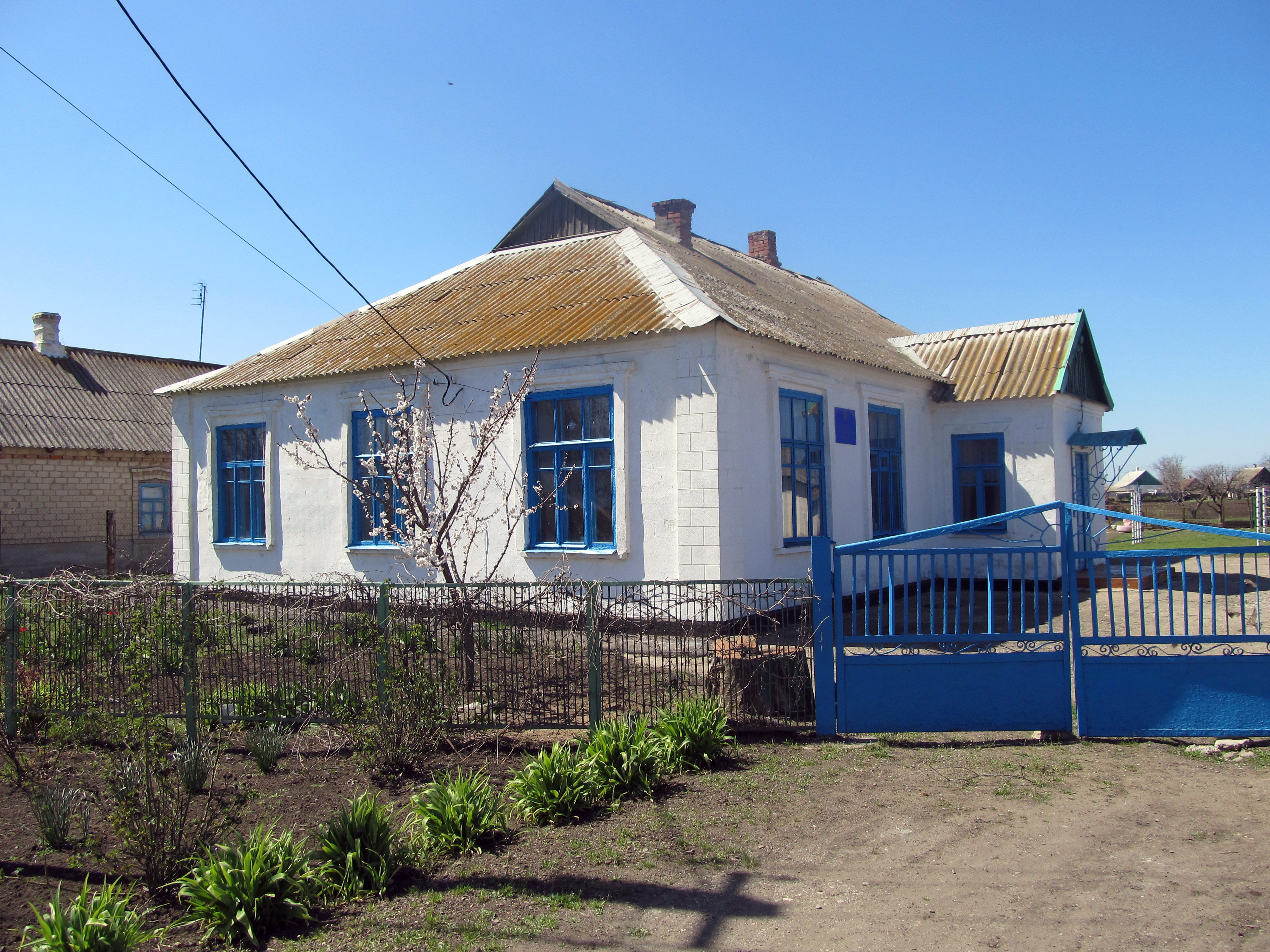

奧比利涅（烏克蘭語：Обільне）是位於烏克蘭東南部的村莊，由扎波羅熱州梅利托波爾區的塞梅尼夫卡市鎮負責管轄。該村始建於1928年，面積0.98平方公里，海拔高度58米，2001年人口512，人口密度每平方公里522.5人。